# Gansu-Pfeifhase
Der Gansu-Pfeifhase (Ochotona cansus) ist eine Säugetierart aus der Familie der Pfeifhasen (Ochotonidae) innerhalb der Hasenartigen (Lagomorpha). Ihr Verbreitungsgebiet befindet sich in der Volksrepublik China vom Norden der Provinzen Xizang und Sichuan über das zentrale und östliche Qinghai bis in den Süden von Gansu und in der Provinz Shaanxi.

## Merkmale
Der Gansu-Pfeifhase ist ein vergleichsweise kleiner Pfeifhase mit einer Körperlänge von 11,6 bis 16,5 Zentimetern bei einem Gewicht von 50 bis 100 Gramm. Er hat im Sommer ein dunkel rot- bis teebraunes oder dunkelbraunes bis matt-graubraunes Fell, wobei die Färbungen regional sehr stark variieren können. Von Brustraum bis zum Hinterleib zieht sich ein unscheinbarer, heller Streifen. Die Bauchseite ist hellweiß, teilweise gelblichbraun gefärbt. Im Winter ist die Rückenfärbung einheitlich grau bis rotbraun. Die Ohren erreichen eine Länge von 14 bis 24 Millimeter, die Hinterfüße sind 22 bis 29 Millimeter lang.
Der Schädel ist für die geringe Körperlänge vergleichsweise groß, wenn auch kleiner und mit einem engeren Jochbogen als der häufig zum Vergleich herangezogene  Moupin-Pfeifhase (Ochotona thibetana). Die Schneidezahn- und Gaumenfenster gehen bei dieser Art ineinander über und bilden ein gemeinsames Fenster. Die Paukenblase ist groß ausgebildet. Im Profil ist der Schädel birnenförmig und breiter als der von Ochotona thomasi.

## Verbreitung

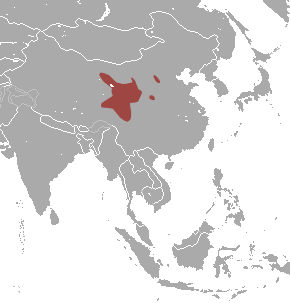
Verbreitungsgebiet von Ochotona cansus

Der Gansu-Pfeifhase lebt endemisch in der Volksrepublik China und kommt dort vom Norden der Provinzen Xizang und Sichuan über das zentrale und östliche Qinghai bis in den Süden von Gansu vor. Die Unterart O. c. morosa lebt isoliert in der Provinz Shaanxi.
Die Höhenverbreitung der Tiere liegt normalerweise zwischen 2700 und 3800  Metern.

## Lebensweise
Der Lebensraum des Gansu-Pfeifhasen besteht aus offenen Flächen mit einer buschigen Vegetation entlang von Hochlandweiden oder im Gras unter Fichten. In den Gebieten, in denen er sympatrisch mit dem Schwarzlippigen Pfeifhasen (Ochotona curzoniae) vorkommt, findet man ihn jedoch nicht auf offenen Wiesen. Die Tiere meiden aber auch zu dichtes Gebüsch und bevorzugen leicht offene Hügel oder die Grabhügel der Blindmulle. Die Zone ist geprägt von Fingersträuchern (Dasiphora fruticosa) und Mähnen-Erbsensträuchern (Caragana jubata), die charakteristisch für die Höhenlagen zwischen 2700 und 3800 Metern sind. Dabei leben die Tiere in einfachen, selbst gegrabenen Bauten von etwa einem Meter Länge, mit wenigen Eingängen. Gelegentlich nutzen sie auch alte leerstehende Bauten des Himalaya-Murmeltiers (Marmota himalayana). Sie sind tagaktiv und ernähren sich generalistisch von Pflanzenteilen.
Die Tiere sind monogam, die Männchen verpaaren sich entsprechend nur mit einem Weibchen. Sie leben als Familiengruppe aus dem Elternpaar und den Jungtieren in einem gemeinsam genutzten Bau. Die Fortpflanzungszeit reicht vom frühen April bis zum späten August. Die Weibchen bringen jährlich drei Würfe mit bis zu jeweils 6 Jungtiere zur Welt, die Tragzeit beträgt etwa 20 Tage. Der weibliche Zyklus innerhalb der Population ist nicht synchron. Die weiblichen Nachkommen können bereits im ersten Lebensjahr selbst Junge bekommen.
Die Kommunikation findet vor allem innerhalb der Familie statt, wobei vier unterschiedliche Rufe bekannt sind: lange Pfiffe, die nur die Männchen ausstoßen, kurze Pfiffe als Zeichen für Gefahr und zur Verteidigung der Territorien sowie „Jammern“ und Triller. Die Größe der Territorien ist abhängig von der Jahreszeit.

## Systematik
Der Gansu-Pfeifhase wurde als eigenständige Art den Pfeifhasen (Gattung Ochotona) und der Untergattung Ochotona zugeordnet. Historisch wurden die Bestände Ochotona roylei und später vor allem Ochotona thibetana zugeordnet. Mit letzterem kommt die Art in weiten Teilen überlappend (sympatrisch) vor, wobei die beiden Arten jeweils unterschiedliche ökologische Nischen nutzen.
Insgesamt werden vier Unterarten unterschieden, die Nominatform O. c. cansus, O. c. morosa, O. c. sorella und O. c. stevensi. Einzelne Autoren ordnen O. c. morosa Ochotona thibetana zu, zu dem die Tiere sympatrisch im Tsing Ling Shan in der Provinz Shaanxi vorkommen. Nach aktuellen Daten wird zudem angeregt, die zu Ochotona dauurica gehörende Unterart O. d. annectens zu Ochotona cansus zu stellen.

## Gefährdung und Schutz
Die Art wird von der International Union for Conservation of Nature and Natural Resources (IUCN) aufgrund ihres großen Verbreitungsgebietes als nicht gefährdet (least concern) eingestuft. Genaue Daten für die Bestandsgrößen liegen nicht vor, die Art wird jedoch als relativ häufig eingeschätzt. Insbesondere der Status der Unterart O. c. sorella, die seit mehr als 70 Jahren nicht mehr freilebend beobachtet wurde, sowie der isoliert lebenden Bestände der Unterart O. c. morosa ist unklar. Größere Bedrohungen für die Bestände sind nicht bekannt, es wird jedoch angenommen, dass die Unterart O. c. sorella durch den Einsatz von Pestiziden zur Schädlingsbekämpfung stark reduziert wurde.

## Belege
1. 1 2 3 4 5 6 7 8  Gansu pika. In: Andrew T. Smith, Yan Xie: A Guide to the Mammals of China. Princeton University Press, 2008, ISBN 978-0-691-09984-2, S. 277–278.
2. 1 2 3 4 5 6 7  Joseph A. Chapman, John E. C. Flux (Hrsg.): Rabbits, Hares and Pikas. Status Survey and Conservation Action Plan. (Memento des Originals vom 14. Januar 2009 im Internet Archive)  Info: Der Archivlink wurde automatisch eingesetzt und noch nicht geprüft. Bitte prüfe Original- und Archivlink gemäß Anleitung und entferne dann diesen Hinweis. (PDF; 11,3 MB) International Union for Conservation of Nature and Natural Resources (IUCN), Gland 1990, ISBN 2-8317-0019-1, S. 23–25.
3. 1 2 3 4 5 6 7 8 9 10 11  Ochotona cansus in der Roten Liste gefährdeter Arten der IUCN 2012.2. Eingestellt von: Andrew T. Smith, C. H. Johnston, 2008. Abgerufen am 2. Januar 2012.
4. 1 2 3 4  Don E. Wilson, DeeAnn M. Reeder (Hrsg.):  Ochotona cansus (Memento des Originals vom 5. März 2016 im Internet Archive)  Info: Der Archivlink wurde automatisch eingesetzt und noch nicht geprüft. Bitte prüfe Original- und Archivlink gemäß Anleitung und entferne dann diesen Hinweis.. In: Mammal Species of the World. A Taxonomic and Geographic Reference. 3. Auflage.